# Plastilina

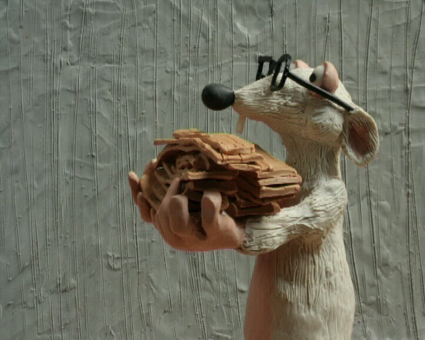
Ratón de plastilina, modelado por Monika Kuczyniecka.

La plastilina o plasticina es un material plástico empleado para modelar. Está compuesto de sales de calcio, vaselina y demás compuestos alifáticos, principalmente ácido esteárico y es apto para el uso de los niños, además se encuentra en una extensa variedad de colores.

## Otros nombres
- Plasticina, conocida marca de plastilina, este nombre a menudo es usado por derivación del nombre en inglés, plasticine.[1] En Chile, Guatemala, Honduras, Costa Rica, Uruguay y Puerto Rico se usa este término en vez de plastilina.[2][3]
- Clay (plastilina industrial), utilizado en modelismo para crear coches.
- Masilla (Panamá, República Dominicana y Cuba).
- Plastelina, nombre con el que es conocido en algunas naciones de Hispanoamérica; no recogido por el Diccionario de la Real Academia Española.

## Historia
Franz Kolb, el dueño de una farmacia en Múnich, Alemania, inventó la plastilina en 1880. En aquella época industrial, Múnich era un centro de las artes, y entre los amigos de Kolb había también escultores. Estos se quejaban de que la arcilla que usaban para modelar sus esculturas se secaba enseguida y que, sobre todo en invierno, era muy difícil trabajar con ella. Para comercializar su invento, lo dio a conocer en el año 1887 en Faber-Castell y, en la actualidad, se sigue vendiendo. También lo presentó el director artístico inglés William Harbutt.

## Reciclaje de la plastilina
A pesar de ser un plástico termoestable, reúne diversas características especiales como la flexibilidad y la baja resistencia a altas temperaturas. Como plástico, su reciclaje, unido al resto de plásticos y envases ligeros tanto de metal como ladrillos, debe ser realizado mediante el contenedor de color amarillo.

## Usos
- Se usa comúnmente por niños para jugar, se usa también para la realización de maquetas. Se ha observado que puede ser un desestresante para niños hiperactivos.
- La plastilina encuentra también un lugar destacado en animación. Art Clokey es considerado el pionero de la animación cinematográfica basada en plastilina con la cual experimentó desde 1955 en el cortometraje Gumbasia, de 3 minutos de duración, influido por su profesor Slavko Vorkapich, en la Universidad de California del Sur. Nick Park también es un promotor de su uso, ya que ganó dos Premios Óscar con los cortometrajes de Wallace y Gromit: The Wrong Trousers (1992) y A Close Shave (1995). Esta técnica de modelado se llama "claymation", término derivado de las palabras del idioma inglés "clay", que significa "arcilla", y "animation", que significa "animación".
- Actualmente también es utilizada por algunos artistas plásticos contemporáneos como recurso pictórico a modo "pintura" con textura maleable (Antonio Rincón, 1998).
- En la ciudad de Zamora de Hidalgo, Michoacán, México, se halla el Museo de Historia "Tu Mundo en plastilina", donde se muestra la historia por medio de figuras de plastilina.
- En la Segunda Guerra Mundial los alemanes quisieron sustituir el caucho con este material, pero su uso fracasó.
- Hoy en día se la puede usar para desarrollar la motricidad fina (o hacer las manos más capaces en el caso de agilidad), pero esto se hace en los niños menores de 12 años.
- También ha sido bien empleada en niños con problemas cerebrales.

## Gluten

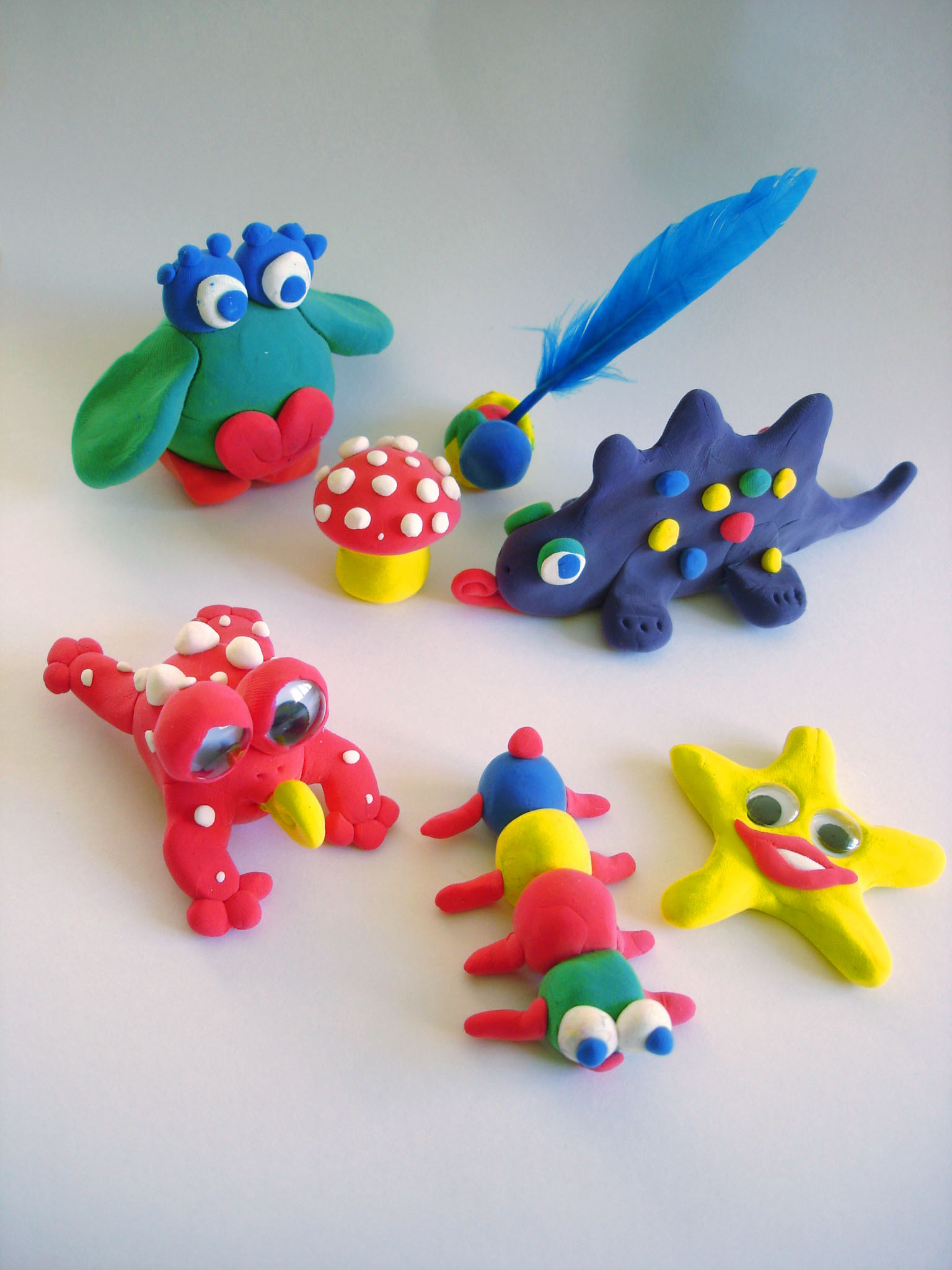
Figuras hechas con plastilina

La plastilina puede contener gluten, como en el caso de Play-Doh, que tiene trigo entre sus ingredientes. El uso de plastilina con gluten supone un riesgo para las personas que padecen algún trastorno relacionado con el gluten. Puede ser la causa de contaminaciones inadvertidas por gluten, pues puede llegar a la boca directamente, o indirectamente por los restos que quedan en las manos tras manipularla.